# ميس باكر
ميس باكر (بالهولندية: Mees Bakker)‏ هو لاعب كرة قدم هولندي في مركز حراسة المرمى، ولد في 11 مارس 2001 في هيلو في هولندا. لعب مع Jong AZ ‏.

## وصلات خارجية
- ميس باكر على موقع قاعدة بيانات كرة القدم.إي يو (الإنجليزية)
- ميس باكر على موقع Soccerway.com (الإنجليزية)
- ميس باكر على موقع عالم كرة القدم.نت (الإنجليزية)